# Bad Pyrmont
Bad Pyrmont è una città di 21 219 abitanti della Bassa Sassonia, in Germania.
Appartiene al circondario (Landkreis) di Hameln-Pyrmont (targa HM).
Bad Pyrmont si fregia del titolo di "Comune indipendente" (Selbständige Gemeinde).
Bad Pyrmont è famosa per essere un luogo di cura, ricco di stabilmenti termali. 
La città è caratterizzata da un grande parco con all'interno anche un giardino di palme, il più settentrionale rispetto alle Alpi.

## Geografia fisica
La città si trova nella regione collinare della Weserbergland a circa 20 km da Hameln e a 60 km da Paderborn.
Nel territorio in cui si è sviluppata la città di Bad Pyrmont sono presenti alcune fonti termali, a cui è dovuta la fama di luogo di cura, Kurort in tedesco.

## Storia
La zona in cui sorge la città è stata frequentata fin dall'antichità per la presenza di acque termali, come dimostrano i ritrovamenti archeologici databili fin dall'età del bronzo. Di notevole interesse è stato il ritrovamento di alcune monete romane, databili al II secolo d.C., che documentano l'assidua frequentazione del luogo.
La città nasce nel Medioevo e il suo sviluppo si deve soprattutto al vescovo-conte di Colonia. Il nome della città deriva forse dalla denominazione latina Petri mons da cui sarebbe originato Pyrmont. A partire dal 1194 la città divenne sede di un principato autonomo, sotto la famiglia dei conti di Waldeck.

## Economia

### Turismo
La città nei secoli scorsi è stata meta di un turismo legato alla frequentazione degli stabilimenti termali. Bad Pyrmont si presentava come un luogo di villeggiatura legato alle cure termali ma arricchito anche da una vita mondana con la presenza del casinò.
Oggi la città è apprezzata sempre come stazione termale e anche come luogo di riabilitazione postoperatoria con la presenza di diversi cliniche.

## Luoghi d'interesse
- Il castello rinascimentale: fondato nel 1526 come residenza dei conti di Bad Pyrmont. Il corpo centrale del castello è circondato da un grande fossato e si presenta nello stile rinascimentale del Weser. All'interno del castello sono presenti stucchi barocchi dell'italiano Giacomo Perinetti.
- Il giardino delle palme: un grande parco, che caratterizza la città di Bad Pyrmont, si presenta come giardino barocco ed è caratterizzato dalla presenza di un settore, adiacente al fossato del castello, ricco di palme. Questa raccolta di palme dona un tocco mediterraneo all'intera area verde.
- Dunsthöhle: una sorgente di gas naturale, ossia una mofeta, monumentalizzata nel XIX secolo e con un padiglione nel 2012.
- Impianti termali annessi alle fonti naturali di acqua termale. A queste terme sono connessi alberghi e casinò.
- Numerosi parchi, come il Kurpark (Parco di cura), che abbelliscono il centro storico.

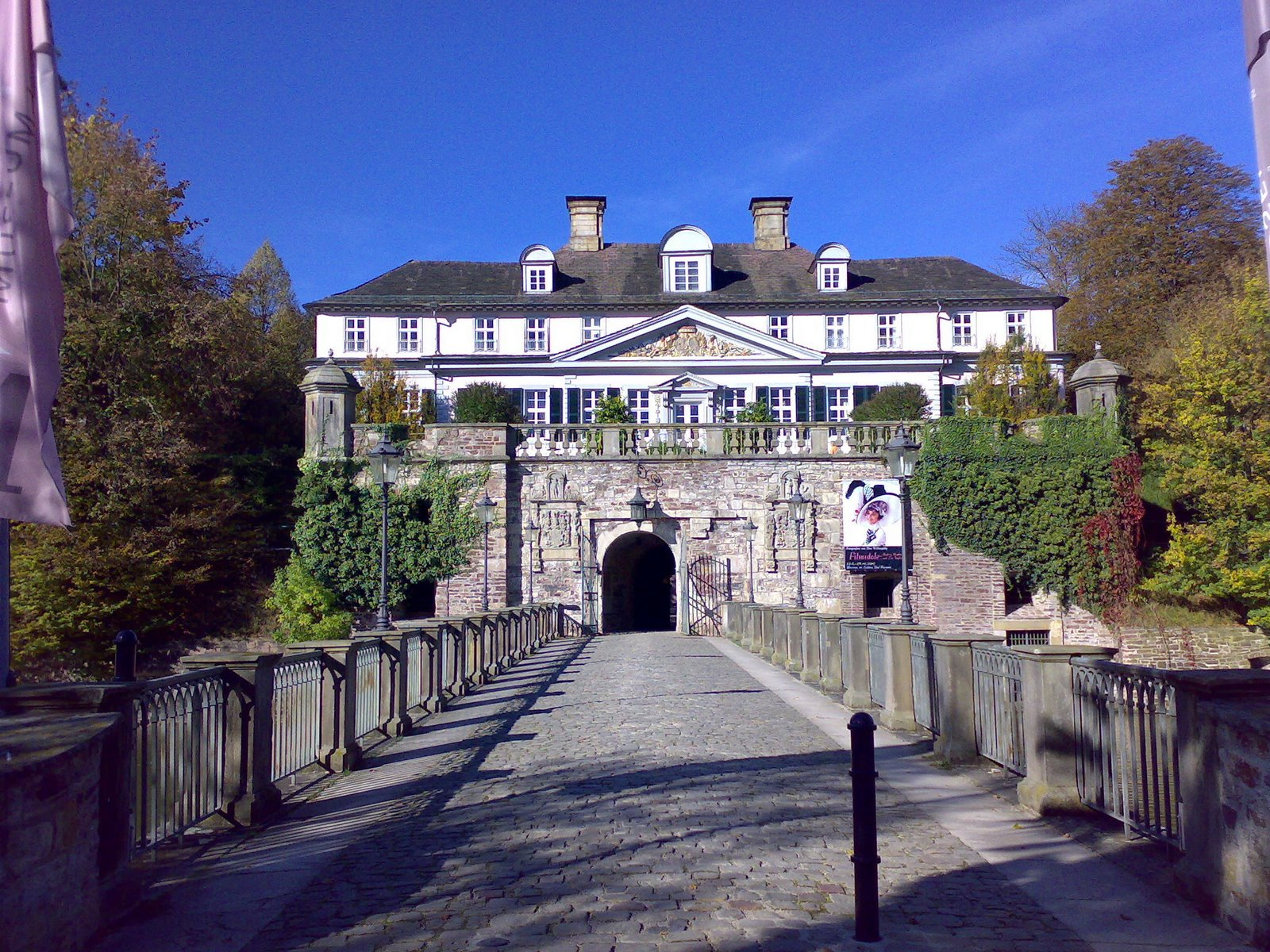
Il castello di Bad Pyrmont
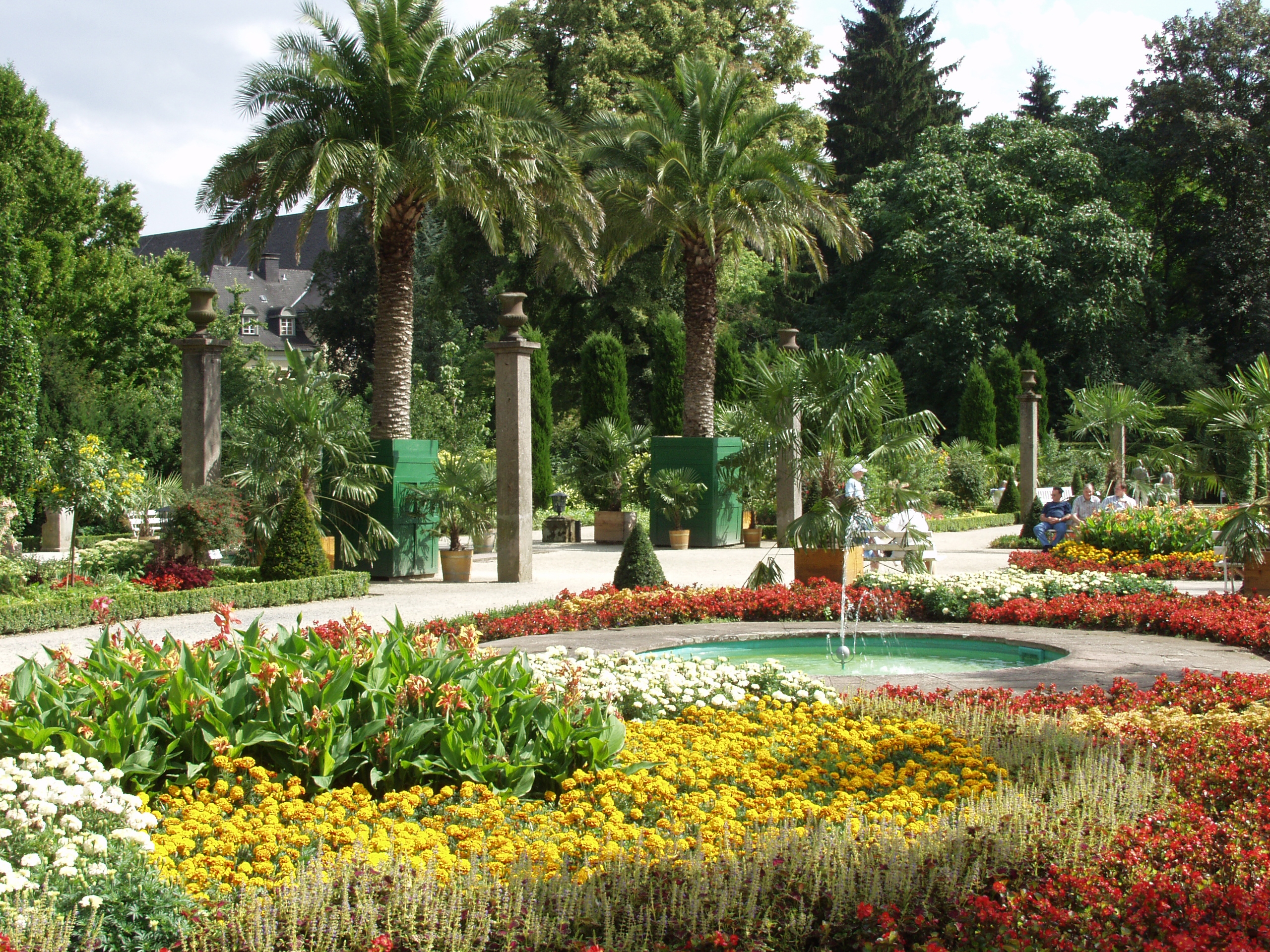
Giardino di palme
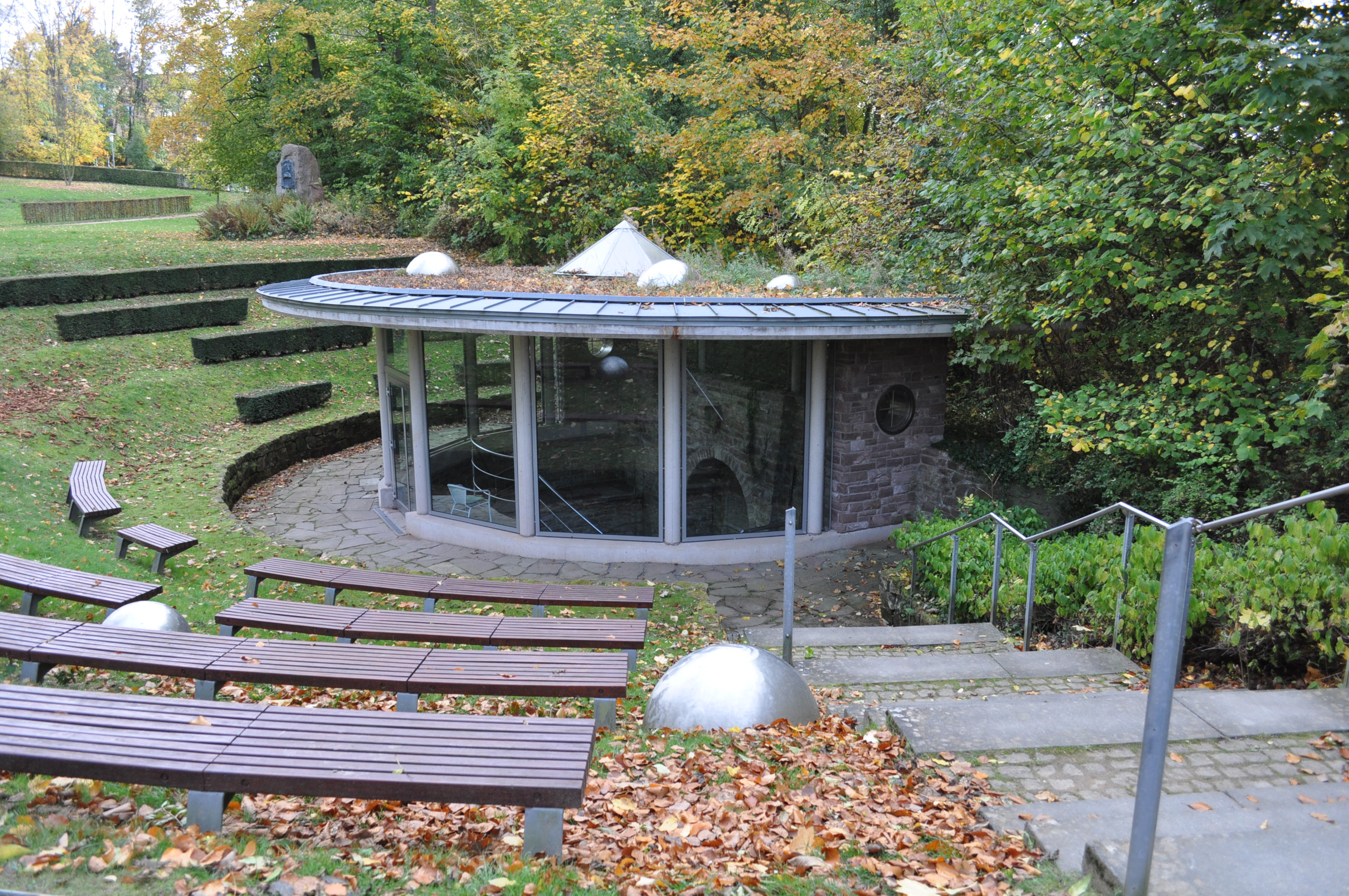
Dunsthöhle
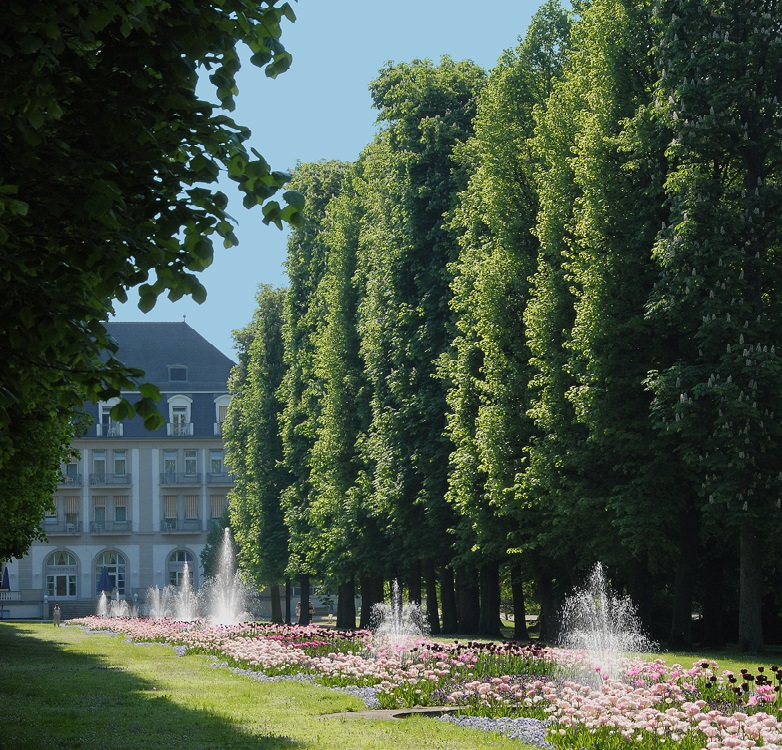
Passeggiata nel parco, detto Kurpark

### Gemellaggi
Bad Pyrmont è gemellata dal 1967 con la città italiana di Anzio.